# Arctoconopa manitobensis
Arctoconopa manitobensis är en tvåvingeart som först beskrevs av Alexander 1929.  Arctoconopa manitobensis ingår i släktet Arctoconopa och familjen småharkrankar. Inga underarter finns listade i Catalogue of Life.